# Bella non piangere
Bella non piangere è un film del 1955 diretto da David Carbonari, alla sua unica prova registica. Nei titoli di testa figura come realizzatore Duilio Coletti ed è più che legittimo attribuirgli la supervisione, se non addirittura la regìa.

## Trama
Enrico Toti ha un'indole irrequieta che gli impedisce di perseverare in un'occupazione sedentaria. La sua innamorata, Nina, si dà da fare per trovargli un impiego, ma dopo una breve permanenza in un ufficio ministeriale, Enrico si dedica alle corse ciclistiche. Cedendo alle esortazioni di Nina, egli si mette a lavorare alle ferrovie: per salvare un monello egli cade in malo modo e deve subire l'amputazione di una gamba. Per non sacrificare Nina, alla quale non rivela la causa della sua disgrazia, Enrico si stacca da lei Quando nel 1915 l'Italia entra in guerra, Enrico Toti domanda di essere mandato al fronte. In considerazione delle sue condizioni fisiche, la domanda viene ripetutamente respinta, finché il suo desiderio viene esaudito in seguito al diretto intervento del Duca d'Aosta Enrico, che è stato bersagliere ciclista, farà il postino al fronte. Tornato a Roma in licenza, trova Nina sposata e avendo saputo che il marito Fernando la maltratta, gli fa una scenata. La guerra continua implacabile; anche Fernando è richiamato in servizio e, appena arrivato al fronte, viene ferito gravemente. Enrico e Fernando si riconciliano: giunge Nina alla quale il marito, prima di morire, chiede perdono. Durante un violento attacco nemico, Enrico Toti, già colpito una volta, dominando il dolore fisico, continua a far fuoco con la mitragliatrice, finché finite le munizioni, egli sale sulla trincea e scaglia contro il nemico la sua stampella. Colpito nuovamente, Enrico muore, ma sul suo volto brilla un sorriso: è la certezza della vittoria finale.

## Produzione
Il film, ambientato durante la prima guerra mondiale, è ascrivibile al filone dei melodrammi sentimentali, comunemente detto strappalacrime, allora in voga tra il pubblico italiano, poi ribattezzato dalla critica con il termine neorealismo d'appendice.

## Distribuzione
Il film venne distribuito nel circuito cinematografico italiano il 6 aprile del 1955.